# Léo Ferré chante les poètes (DVD)

Léo Ferré chante les poètes  est le titre d'une captation vidéo d'un concert de Léo Ferré, enregistré en public au Théâtre Libertaire de Paris en 1986 et publiée sur DVD en 2003.
Ce film de 2h50 environ, réalisé par Guy Job, sort initialement en vidéo VHS en 1986 et propose l'intégralité du récital que l'artiste consacre aux poètes Arthur Rimbaud, Paul Verlaine, Charles Baudelaire, Guillaume Apollinaire, René Baer, Rutebeuf, François Villon, Louis Aragon, Jean-Roger Caussimon (il inclut aussi quelques chansons à lui).
Le son de cette captation a été par la suite diffusé au format CD dans le coffret Léo Ferré au Théâtre libertaire de Paris, qui rassemble les concerts de l'artiste donnés dans ce théâtre en 1986, 1988 et 1990. 

## Historique
Léo Ferré consacre pour la seconde fois un tour de chant entier aux poètes ; il ne s'est plus consacré à l'exercice depuis 1966. Cette année-là, l'artiste et son épouse, dans une soirée organisée par Luc Bérimont, donnent un récital au studio 102 de la Maison de la Radio. L'émission intitulée « Madeleine et Léo Ferré disent et chantent les poètes » est diffusée sur France Inter.

### Autour du film
Références originales :
- Vidéo cassette : EPM 982978
- DVD : La Mémoire et la Mer 10 102

Le DVD propose en bonus un extrait du tour de chant à Bobino en 1969 : Le chat (de Charles Baudelaire).
Le récital sort en CD pour la première fois en 2006 (voir l'article Léo Ferré au Théâtre libertaire de Paris).

## Titres
Toutes les musiques sont de Léo Ferré.
| No  | Titre                                     | Auteur                      | Durée |
| --- | ----------------------------------------- | --------------------------- | ----- |
| 1.  | Les Poètes (µ)                            | Léo Ferré                   | 3:52  |
| 2.  | La Chambre                                | René Baer                   | 3:18  |
| 3.  | Les Poètes de sept ans (µ)                | Arthur Rimbaud              | 5:23  |
| 4.  | Art poétique (µ)                          | Paul Verlaine               | 3:43  |
| 5.  | Soleils couchants (µ)                     | Paul Verlaine               | 2:04  |
| 6.  | Rêvé pour l'hiver (µ)                     | Arthur Rimbaud              | 2:20  |
| 7.  | La Vie antérieure                         | Charles Baudelaire          | 3:42  |
| 8.  | Marie (£)                                 | Guillaume Apollinaire       | 4:41  |
| 9.  | La Chanson du scaphandrier                | René Baer                   | 2:44  |
| 10. | L'Étranger (µ)                            | Charles Baudelaire          | 3:00  |
| 11. | Marizibill                                | Guillaume Apollinaire       | 7:32  |
| 12. | Les Assis (µ)                             | Arthur Rimbaud              | 3:27  |
| 13. | Chanson d'automne (µ)                     | Paul Verlaine               | 2:51  |
| 14. | Green (µ)                                 | Paul Verlaine               | 3:08  |
| 15. | Le Buffet (µ)                             | Arthur Rimbaud              | 2:19  |
| 16. | Les Métamorphoses du vampire              | Charles Baudelaire          | 6:36  |
| 17. | La Mort des amants                        | Charles Baudelaire          | 3:04  |
| 18. | La Beauté (µ)                             | Charles Baudelaire          | 2:54  |
| 19. | La Porte                                  | Guillaume Apollinaire       | 3:08  |
| 20. | L'Adieu (µ)                               | Guillaume Apollinaire       | 2:47  |
| 21. | Pauvre Rutebeuf (£)                       | Rutebeuf                    | 6:09  |
| 22. | Les Hiboux                                | Charles Baudelaire          | 2:53  |
| 23. | L'Invitation au voyage (*)                | Charles Baudelaire          | 3:18  |
| 24. | Les Cloches & La Tzigane                  | Guillaume Apollinaire       | 4:22  |
| 25. | L'Affiche rouge (µ)                       | Louis Aragon                | 3:20  |
| 26. | Ne chantez pas la mort (µ)                | Jean-Roger Caussimon        | 7:57  |
| 27. | Le Pont Mirabeau (*)                      | Guillaume Apollinaire       | 3:08  |
| 28. | Brumes et pluies                          | Charles Baudelaire          | 2:12  |
| 29. | Elsa (µ)                                  | Louis Aragon                | 2:55  |
| 30. | Comme à Ostende (µ)                       | Jean-Roger Caussimon        | 3:55  |
| 31. | La Folie                                  | Léo Ferré                   | 3:16  |
| 32. | Frères humains, l'amour n'a pas d'âge (£) | François Villon / Léo Ferré | 5:08  |
| 33. | Les Spécialistes (£)                      | Jean-Roger Caussimon        | 5:42  |
| 34. | La Poésie (µ)                             | Léo Ferré                   | 5:35  |
| 35. | Le Bateau ivre (£)                        | Arthur Rimbaud              | 16:55 |

## Musiciens
Lorsqu'il ne s'accompagne pas lui-même au piano, Léo Ferré chante sur les bandes-orchestre de ses enregistrements studio, sur lesquelles on peut entendre :
- l'accordéoniste Jean Cardon : titres marqués d'un (*)
- l'Orchestre Symphonique de Milan : titres marqués d'un (£)
- divers musiciens de studio sous la houlette de l'arrangeur Jean-Michel Defaye[1] : titres marqués d'un (µ).